# Citoquímica
As técnicas citoquímicas  consistem num corte de tecido (pela rotina histológica) aderido a uma lâmina na qual se irá incubar diferentes reagentes (corantes e não corantes).
Citoquímica é o estudo da composição química celular e dos processos biológicos a nível molecular que se desenrolam no interior das células ainda que também se inclua aqui a área de histoquímica (coloração em tecidos) uma vez que os tecidos são constituídos por células. A citoquímica dedica-se ainda à identificação e localização dos compostos químicos e macromoléculas nas células. Esse estudo só é possível usando diferentes reagentes que, ao reagirem com as estruturas do tecido, permitem identificar as substâncias/estruturas em estudo bem como a sua localização.

## Controlos e contrastante
Para se realizar a técnica e esta ser válida há a necessidade de incluir um controlo positivo - um corte em que previamente sabemos existir a substância/estrutura a detetar e que por isso o resultado deve ser positivo. O controlo negativo é utilizado em apenas algumas técnicas e consiste num corte de tecido onde não existe a substância/estrutura ou esta foi retirada por processos químicos/físicos e que irá demonstrar se existe coloração inespecíficas, ou seja, estruturas que não devem corar por uma técnica, coram. 

Normalmente, aquando da coloração é também incubado o corte com um contrastante, um corante de uma cor totalmente diferente da da estrutura/substância e que permite uma localização histológica da mesma no tecido.

## Técnicas
Há diversas tipos de técnicas, sendo uma delas a impregnação argêntica que apesar de não se tratar de uma coloração mas sim uma deposição de pigmentos ao redor da substância/estrutura a detetar é incluída nas técnicas de coloração. Nesta técnica é utilizado o fator da deposição da prata metálica que depois é substituída por cloreto de ouro para que a coloração possa permanecer igual mesmo quando exposta à luz (exemplo : metanamina prata).
Uma técnica cuja deteção não é feita pela coloração da substância mas sim da falta da mesma é o PAS, em que é utilizado dois cortes em que um é feita a incubação com diastase que irá digerir o glicogénio e retirá-lo do corte. Assim, sabendo que o o glicogénio é corado com rosa (como o restante corte) quando no corte tratado com diastase há espaços brancos, estes são atribuídos ao glicogénio.

São diversas as técnicas existentes como:
| Técnica                | O que detecta?                     | Controlo positivo                                           | Cores da coloração |
| ---------------------- | ---------------------------------- | ----------------------------------------------------------- | --- |
| Giemsa                 | Células hematopoiéticas            | Medula óssea e baço                                         | Núcleos - azul; granulações acidófilas - rosa; granulações basófilas - azul |
| Reticulina             | Fibras reticulares                 | Tecido hepático                                             | Fibras de reticulina - preto; núcleos - vermelho |
| Orceína                | Fibras elásticas                   | Tecido pulmonar, artérias de grande calibre                 | Fibras elásticas - castanho escuro; núcleos - azul; fibras de colagénio e restantes estruturas - incolores                                                                               |
| Tricómio de Masson     | Fibras de colagénio                | Útero, apêndice                                             | fibras - azul; núcleos - azul/preto; músculo, citoplasma, eritrócitos e queratina - vermelho; grânulo argirófilos - preto ou vermelho                                                    |
| Metanamina Prata       | Membrana Basal                     | Rim                                                         | membranas basais - preto; fundo - verde ou vermelho |
| PAS com e sem diastase | Glicogénio                         | Fígado                                                      | núcleos - azul; mucinas neutras e algumas mucinas ácidas - magenta; membrana basal - magenta; parede de fungos - magenta; glicogénio - magenta no sem diastase e incolor no com diastase |
| Azul de Alcian pH=1    | Mucinas ácidas sulfatadas          | Intestino delgado                                           | mucinas ácidas sulfatadas - azul pálido; núcleos - rosa avermelhado |
| PAS com Azul de Alcian | Mucinas ácidas e neutras           | Rim                                                         | Mucinas ácidas - azul; mucinas neutras - magenta; mistura de mucinas ácidas e neutras - púrpura; núcleos - azul pálido                                                                   |
| Vermelho de congo      | Amilóide                           | Tecido com amilóide (é uma substância - parte de patologia) | núcleos - azuis; amilóide - vermelho (com o polarizador é verde birrefringente - amarelo)                                                                                                |
| Oil Red                | Lípidos neutros                    | Qualquer um (todos os tecidos contêm lípidos                | Lípidos - vermelho; núcleos - azul |
| Perl's                 | Pigmentos férricos                 | Pulmão ou fígado com patologia                              | pigmento férrico - azul de prússia; citoplasma (fundo) - rosa avermelhado |
| Halls                  | Pigmentos biliares                 | Fígado ou vesícula biliar                                   | bilirrubina (pigmento biliar) - verde esmeralda; colagénio - vermelho; citoplasma (fundo) - amarelo                                                                                      |
| Zhieh-Neelson          | Micobactéria AAR                   | Tecido infectado pelo M.Tuberculosis                        | micobactérias - rosa avermelhado; componentes acidófilos (fundo) - verde |
| Giemsa modificado      | Helicobacter pylori                | Tecido gástrico infectado                                   | Microorganismos tipo Helicobacter pylori - azul escuro; fundo - vários tons de azul |
| LEDER                  | Atividade da cloroacetato esterase | Medula óssea e apêndice com inflamação aguda                | atividade enzimática das células mielóides - vermelho brilhante; monócitos e linfócitos - ausente/intensidade fraca; núcleos - azul                                                      |
| Luxol Fast Blue        | Mielina                            | Cérebro, medula espinhal ou nervo periférico                | mielina - azul turquesa; células nervosas - púrpura; neutrófilos - rosa |